# Кеданж сир Кане
Кеданж сир Кане (фр. Kédange-sur-Canner) насеље је и општина у Француској у региону Лорена, у департману Мозел.
По подацима из 2011. године у општини је живело 1083 становника, а густина насељености је износила 276,98 становника/km².

## Демографија
| 1962. | 1968. | 1975. | 1982. | 1990. | 2011. |
| ----- | ----- | ----- | ----- | ----- | ----- |
| 815   | 797   | 912   | 1.124 | 1.078 | 1.083 |